# François-Emmanuel Verguin
François-Emmanuel Verguin, né le 5 avril 1814 à Lyon et mort le 3 novembre 1864 à Hyères est un chimiste français. Il est célèbre pour avoir synthétisé la couleur magenta (fuchsine ou encore rouge d'aniline) et l'avoir utilisée comme teinture textile,. Il est ainsi l'un des initiateurs de la production d'aniline à échelle industrielle.

## Biographie
Ancien élève de l'école de La Martinière de Lyon, Verguin étudie la chimie à la faculté de médecine de Lyon. Il travaille à partir de 1855 comme contremaître dans la fabrique lyonnaise d'acide sulfurique et de vitriol de Louis Raffard. En 1858, cherchant à synthétiser une nouvelle couleur, il découvre par hasard la fuchsine qu'il nomme magenta en l'honneur de la bataille du même nom et dépose le brevet. Jakub Natanson et August Wilhelm von Hofmann avaient auparavant réussi à la synthétiser par d'autres moyens, sans en saisir l'importance comme teinture textile. En 1859, Verguin, malade et dans l'incapacité de produire industriellement son invention, est contraint de la vendre pour 100 000 francs aux teinturiers lyonnais, les frères Renard. Ces derniers décident de la renommer fuchsine. Ils en arrêtent la production en 1868 et vendent alors le brevet.
Dès 1859, on observe une première production européenne à grande échelle de la fuchsine avec Ciba. Contournant le brevet, des entreprises allemandes suivent le mouvement à partir de 1860.